# الرسيس
الرسيس قرية ومنطقة زراعية تابعة لمحافظة الرس بمنطقة القصيم في المملكة العربية السعودية، ومتعارف عند أهالي الرس أن تسميتها جاءت تصغيراً من كلمة الرس أي رسيس، وتبعد عن محافظة الرس بحوالي 15 كيلومترا.